# Editorial Planeta
Pour les articles homonymes, voir Planeta.

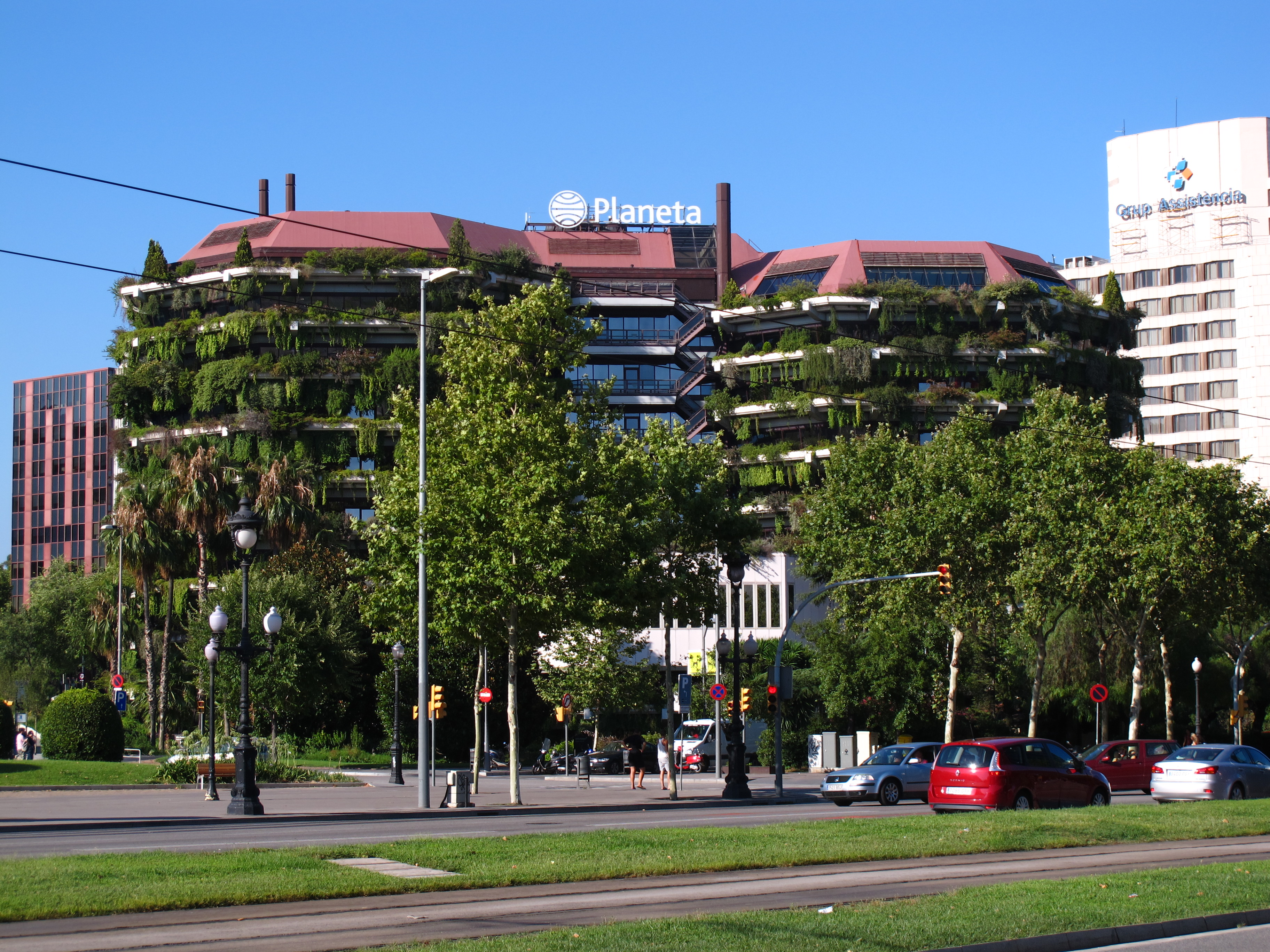
Siège d'Editorial Planeta, avenue Diagonale à Barcelone

Editorial Planeta est une maison d'édition espagnole fondée en 1949 à Barcelone (Espagne) par José Manuel Lara. C'est l'entreprise principale du groupe Planeta. Elle a publié près de 6 000 titres de plus de 1 500 auteurs, la plupart de langue espagnole.

## Prix littéraires
L'éditeur attribue chaque année plusieurs prix littéraires, notamment le Premio Planeta de Novela, et le Premio de Novela Fernando Lara.